# Malmissole
Malmissole (Marmèstla in Lingua romagnola) è una frazione del comune di Forlì dal quale dista circa 6 km.
Con una popolazione di circa 480 abitanti, è situata nelle prime campagne a nord della città. Il piccolo centro basa la propria attività sull'agricoltura e l'allevamento.

## Storia
La frazione, situata nelle campagne intorno a Forlì, riunisce due zone che per tradizione avevano diversa vocazione: quella propriamente chiamata Malmissole, dal latino manumissi, schiavi liberati e quella detta Boaria. Il primo era un centro agricolo (i manumissi probabilmente coltivavano queste terre in origine), il secondo era destinato all'allevamento di buoi.
In una pergamena del 1202 si hanno notizie di una chiesa dedicata al culto di San Michele e nel 1237 di un monastero consacrato a San Giovanni, chiamato San Giovanni in Bigullo, completamente scomparso, mentre la Chiesa di Boara è ricordata per la prima volta nel 1230 e nel 1499 unita alla parrocchia di San Michele. Ricostruita nel 1937 perché pericolante, è stata però distrutta durante la Seconda guerra mondiale (1944) e mai più ricostruita. Al suo posto sorge una celletta in ricordo del Santuario, mentre l'immagine della Madonna venerata nella chiesa è ora conservata in un altare laterale della chiesa di San Michele Arcangelo.
Le prime informazioni dettagliate sull'abitato risalgono al 1371 quando il cardinale Anglico de Grimoard, nella propria Descriptio provinciæ Romandiolæ, cita la presenza di una piccola comunità che, nei pressi di Forlì, porta il nome di Manomizola. La Malmissole di allora, adiacente alla scomparsa località di Boaria, contava 17 focolari e una popolazione di circa 100 persone. La chiesa di Boaria (probabilmente località dedicata al pascolo) verrà con il tempo assorbita a quella della vicina Malmissole in forza della bolla di Giulio II nel 1506. 
Nell'Ottocento e all'inizio del Novecento si registrano due realtà molto attive: i cattolici e i repubblicani. A iniziativa dei primi si ebbe un'importante Cassa Rurale interparrocchiale costituitasi il 14 maggio 1905, per iniziativa di don Vincenzo Valbonesi, parroco di Malmissole. Nel 1919, con il trasferimento del parroco Guglielmo Prati a Roncadello, viene spostata anche la Cassa. Per quello che riguarda i Repubblicani, invece, era particolarmente attivo un circolo giovanile, chiamato Figli dell'Avvenire (inaugurato nel 1910) e la cooperativa di consumo Jacopo Ruffini.
Nel 1867 a Malmissole viene aperta una delle prime scuole rurali del territorio forlivese. Nel censimento del 1853 e in quello del 1866 risultano 461 abitanti, di cui però solo quattordici sanno leggere. Lungo il corso dell'Ottocento il paese cresce ancora, fino a raggiungere 514 unità nel 1901.
Dal 2018 l'edificio della canonica e alcuni locali parrocchiali ospitano la comunità di recupero per carcerati a fine pena Madre della speranza.

## Luoghi d'interesse

### Villa Rosina
Un tempo nota come Villa Saffi, prima ancora villa Seganti-Gioppi, è una tipica dimora signorile di campagna inserita all'interno di poderi, possedimenti della famiglia, con intorno un parco con tigli, platani e cedri del Libano.
L'edificio appare come un parallelepipedo compatto con un marcapiano che evidenzia la suddivisione interna. L'organizzazione di porte e finestre presenta una simmetria organizzata intorno al portone con caratteristico cancello di legno a due ante. Nell'interno sono presenti sul soffitto decorazioni a tempera ottocentesche.

### Chiesa di San Michele Arcangelo
La chiesa di San Michele arcangelo, chiesa parrocchiale di Malmissole, è il risultato della ricostruzione dell'antica chiesa di Malmissole, minata durante la Seconda Guerra Mondiale.

### Monumento ai caduti

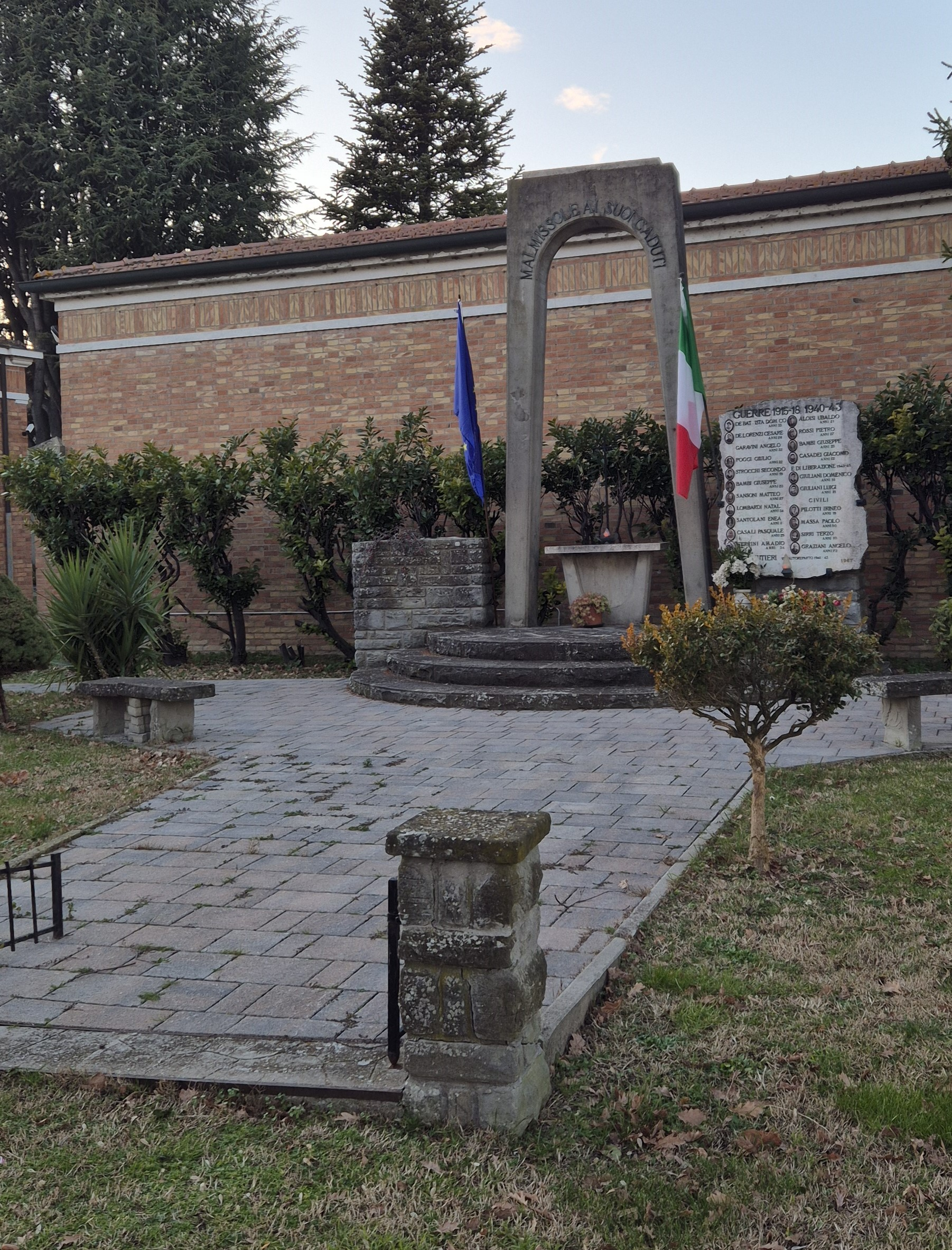
Malmissole, Forlì, Monumento ai caduti, 1967

Il monumento, collocato di fianco alla chiesa e di fronte al cimitero, è stato realizzato nel 1967 e consiste in un semplice arco in pietra con sotto un altare e vicino una lapide contenente i nomi dei caduti delle due guerre.

### Celletta di San Gabriele dell'Addolorata
La piccola celletta che dà il nome a una zona di Malmissole, in via Trentola all'altezza del civico 51, in origine apparteneva alla famiglia Gaddi, poi è passata ai Santucci e ai Fronticelli. Era dedicata alla Madonna del Fuoco. Nel 1932 la famiglia bolognese Fronticelli-Baldelli, proprietaria di una villa a Malmissole, con una solenne inaugurazione fece cambiare dedicazione, che passò quindi a San Gabriele dell'Addolorata, santo abruzzese venerato anche nel Duomo di Forlì. 

## Economia
Dagli anni '20 del Duemila è sorto nella frazione un noceto bioenergetico, ovvero un luogo dove le noci vengono coltivate tenendo conto della biodiversità e con una zona non coltivata per bilanciare la parte coltivata.